# آئودی آر۸
آئودی آر۸ (به انگلیسی: Audi R8) یک خودروی اسپورت موتور وسط و ۲ نفره است، که از علامت تجاری کواترو سیستم چهارچرخ محرک دائمی آئودی استفاده می‌کند. در سال ۲۰۰۶ توسط خودروساز آلمانی آئودی معرفی شد. تولید آن در سه‌ماهه نخست سال ۲۰۲۴ به پایان رسید.
این خودرو به‌طور انحصاری توسط شرکت تابعه خصوصی آئودی تولیدکننده قطعات خودرو با عملکرد بالا، آئودی اسپرت گ‌ام‌ب‌ها (پیشتر کواترو گ‌ام‌ب‌ها) طراحی، توسعه و تولید شده است و بر پایه لامبورگینی گالاردو و در حال حاضر پلتفرم اوراکان است. ساختار اساسی آر۸ بر اساس قاب فضایی آئودی است، و از یک شاسی یکپارچه آلومینیومی استفاده می‌کند که با استفاده از اصول قاب فضایی ساخته شده است. این خودرو توسط آئودی اسپرت گ‌ام‌ب‌ها در یک کارخانه تازه بازسازی شده در «سایت آلومینیومی» آئودی در نکازاولم در آلمان ساخته شده است. در زمانی که در سال ۲۰۰۶ معرفی شد، آر۸ نخستین خودروی تولیدی با چراغ‌های جلوی تمام ال‌ئی‌دی بود.